# Claro Música: Me gusta
Claro Música: Me gusta fue un canal de televisión por suscripción colombiano enfocado en la programación musical de géneros latinoamericanos.

## Historia
Fue lanzado en 2005 bajo el nombre de K-Music (actual emisora de radio online independiente que operaba Sistema JC Radio Colombia), relanzado en 2012 bajo el nombre de Canal Vallenato, y renombrado nuevamente el 16 de marzo de 2016 con su denominación Claro Música Lado A. En 2018, fue renombrado como «Claro Música: Me gusta». El 16 de noviembre de 2022 fue reemplazado por Radiola TV, el cual es relanzado por parte de Claro Colombia enfocado en la música popular.

## Programación
- Me gusta
- El postre
- El Team
- La movida
- Pa lante!